# Pat O’Brien (gitarzysta)
Patrick „Pat” O’Brien (ur. 15 grudnia 1965) – amerykański kompozytor i gitarzysta. W latach 1995–1997 członek thrashmetalowej grupy Nevermore. Z zespołem nagrał dwa albumy In Memory i The Politics of Ecstasy. W 1997 roku dołączył do deathmetalowej grupy Cannibal Corpse, z którą do 2009 roku nagrał sześć albumów. Współpracował ponadto z zespołami Ceremony, Monstrosity i Chastain. W kwietniu 2011 roku Pat O’Brien wspomógł gościnnie zespół Slayer w ramach trasy European Carnage Tour 2011. 
O’Brien gra na instrumentach firmy B.C. Rich serii V i na sygnowanym modelu firmy Ran.
Muzyk kolekcjonuje broń palną. Jest członkiem Narodowego Stowarzyszenie Strzeleckie Ameryki.

## Dyskografia
Ceremony
- 1991: untitled/unreleased (Demo)
- 1992: Ceremony (Demo)
- 2000: The Days Before the Death (EP)

Nevermore
- 1996: In Memory (Century Media Records)
- 1996: The Politics of Ecstasy (Century Media Records)

Cannibal Corpse
- 1998: Gallery of Suicide (Metal Blade Records)
- 1999: Bloodthirst (Metal Blade Records)
- 2002: Gore Obsessed (Metal Blade Records)
- 2004: The Wretched Spawn (Metal Blade Records)
- 2006: Kill (Metal Blade Records)
- 2009: Evisceration Plague (Metal Blade Records)
- 2012: Torture (Metal Blade Records)
- 2014: A Skeletal Domain (Metal Blade Records)

### Nagrania gościnne
- 1995: Your Favourite God – Lethal (Massacre Records)
- 2006: Noctambulant – Spawn of Possession (Neurotic Records)
- 2008: Zero Order Phase – Jeff Loomis (Century Media Records)
- 2008: Prevail – Kataklysm (Nuclear Blast)